# Kaalgeschoren hoofd

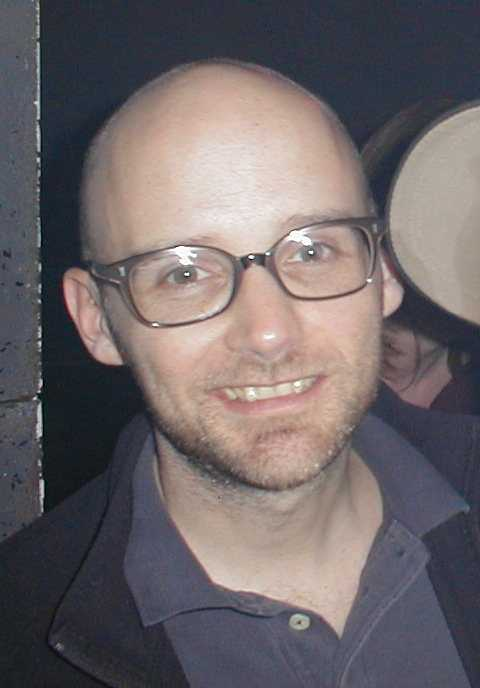
Popzanger Moby, een voorbeeld van iemand die zijn hoofd uit esthetische redenen kaalschoor.

Een kaalgeschoren hoofd is een menselijk hoofd waarbij de kaalheid bewust gekozen is, door het hoofdhaar af te scheren. Iemand scheert zijn hoofd kaal uit religieuze, culturele of esthetische redenen. Deze vorm van haardracht is al eeuwenoud en werpt verschillende connotaties op naargelang de context.

## Geschiedenis
Al in het oude Egypte, oude Griekenland en oude Rome schoren mensen hun hoofd kaal. De Egyptische priesterklasse verwijderde bijvoorbeeld al hun lichaamshaar door het uit te trekken, inclusief hoofdhaar, wenkbrauwen en baard.

## Contexten

### Militair
In sommige legers worden nieuwe rekruten vrijwel traditioneel kaalgeschoren alvorens ze in dienst treden. Redenen voor kaalscheren in het leger zijn bijvoorbeeld hygiëne en het uitstralen van meer uniformiteit. Het kan ook deel uitmaken van een overgangsritueel, zoals bij het Neptunusfeest in de Marine. Sommige militairen hebben in de loop der eeuwen zichzelf ook laten kaalscheren opdat de vijand hen niet bij de haren zou kunnen grijpen.

### Straf

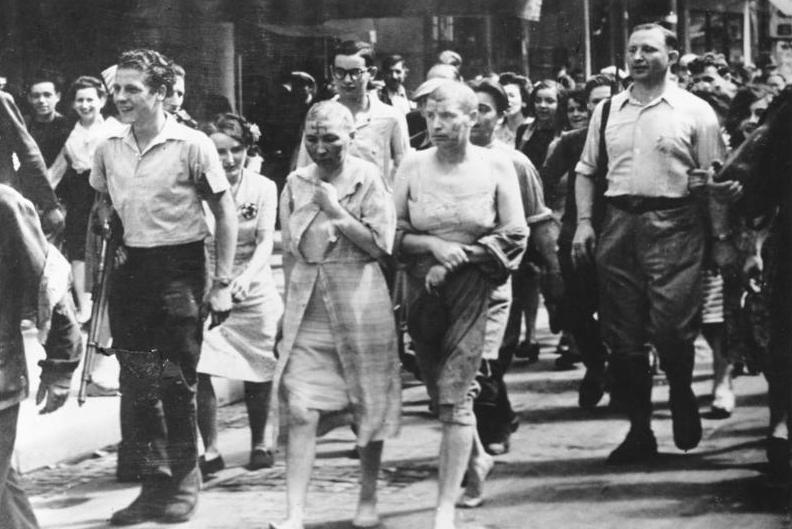
Parijs, anno 1944: vrouwen beschuldigd van collaboratie met nazi's worden gedwongen blootvoets, geschoren en met aangebrachte swastika's op hun gezichten door de straten te lopen.

Gevangenen worden vaak geschoren, deels om luizen tegen te gaan, maar soms ook als vorm van vernedering. Sommige landen maken van afgeschoren haar een straf die terug in het wetboek te vinden is. Menigtes passen kaalscheren soms toe om individuen te vernederen. Het was vroeger wel onderdeel van een volksgericht voor overspelige vrouwen. Direct na de bevrijding van de nazibezetting in 1944 en 1945 overkwam dit in meerdere landen vrouwen die relaties hadden met Duitse militairen.

### Religie

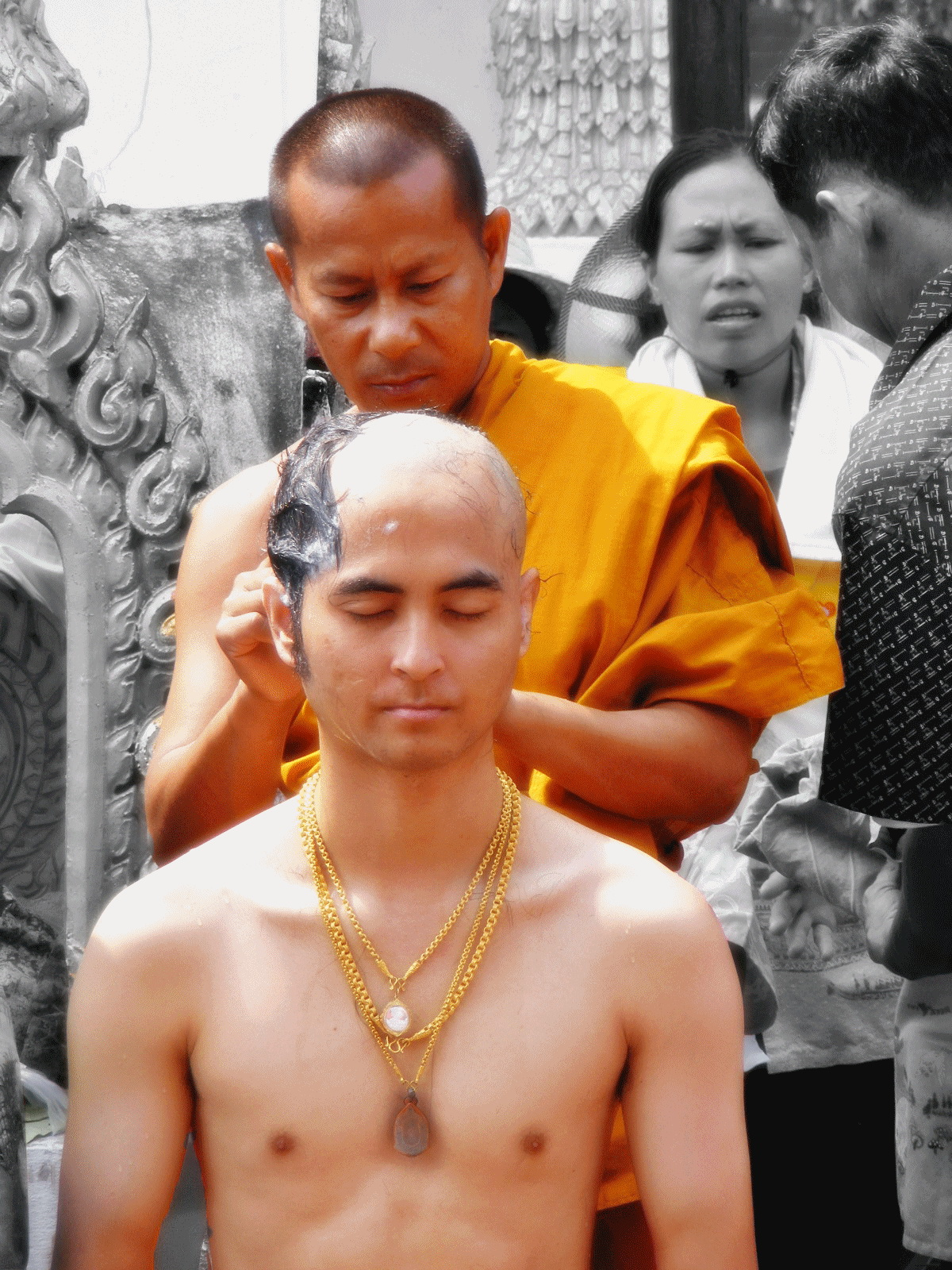
Een boeddhistische monnik wordt geschoren.

In het rooms-katholicisme gaan monniken over tot een gedeeltelijke kaalschering: de tonsuur. In het boeddhisme en hindoeïsme scheren de meeste monniken en nonnen hun hoofden volledig kaal alvorens ze hun orde binnentreden. Binnen de islam gaan sommige pelgrims die de hadj of oemrah volbrengen over tot het kaalscheren van hun hoofd.

### Klasse
Tijdens de 20ste eeuw werd het kaalscheren van het hoofd enigszins als ongewoon beschouwd. Meestal vond het plaats in lagere klassen en werd het geassocieerd met zeelui, dokwerkers, soldaten, evenals gevangenen en ziekenhuispatiënten.

### Sport
Professionele zwemmers scheren zich vaak over hun gehele lichaam om minder last van weerstand onder water te hebben.

### Subcultuur
Het kaalscheren van hoofden is ook gangbaar in de skinheadsubcultuur. Fans van ska en reggae in Groot-Brittannië schoren zich kaal naar voorbeeld van de Jamaicaanse rude boy-stijl. Ook in andere subculturen zoals punk, hardcore, metalcore, nu metal, hiphop en techno zijn kaalgeschoren hoofden geen uniek verschijnsel.
Kaalgeschoren hoofden worden ook geassocieerd met de neonazi-beweging. Veel jonge neonazi's lieten hun hoofd kaalscheren, wat nog steeds voor verwarring en misverstanden zorgt met jonge kaalgeschoren mensen die totaal tegen nazisme, antisemitisme en racisme zijn.

### Seksualiteit
Kaalscheren van hoofden als Seksueel_fetisjisme heet trichofilie. Een kaalgeschoren man wordt meestal met viriliteit geassocieerd, terwijl een kaalgeschoren vrouw vroeger zo'n ongewoon zicht was dat het heel andere connotaties opwierp. Een kaalgeschoren vrouw wordt vaak als androgyn geïnterpreteerd en is hierdoor ook een populaire haardracht in holebikringen.

### Benefiet
Mensen scheren hun hoofd ook weleens kaal uit solidariteit met mensen die aan kanker lijden, om geld in te zamelen of om een pleidooi te houden.

## Beroemde kale personen
Hieronder volgt een niet uitputtende opsomming van bekende mensen wier kaalheid niet aan ouderdom of ziekte te wijten is. Redenen voor kaalscheren zijn bijvoorbeeld esthetische overwegingen of imago.
- Adwoa Aboah
- Adjoa Andoh
- Jandino Asporaat
- Jeff Bezos
- Yul Brynner
- Coco Jr.
- Billy Corgan
- Patrick De Witte
- Frédérik Deburghgraeve
- Vin Diesel
- Laurence Fishburne
- Pim Fortuyn
- Philip Geubels
- Pep Guardiola
- Halsey
- Sugar Lee Hooper
- Samuel L. Jackson
- Paskal Jakobsen
- Dwayne Johnson
- Michael Jordan
- André Kuipers
- John Malkovich
- Floyd Mayweather jr.
- Milow
- Moby
- Sinéad O'Connor
- Arjen Robben
- Telly Savalas
- Herr Seele
- Skin
- Jason Statham
- Patrick Stewart
- Michael Stipe
- Humberto Tan
- Channing Tatum
- John Travolta
- Mike Tyson
- Frank Vander linden
- Maarten van der Weijden
- Bruce Willis
- Zinédine Zidane